# افسانه‌های حشاشین یا اسطوره‌های فدائیان اسماعیلی
افسانه‌های حشاشین یا اسطوره‌های فدائیان اسماعیلی (به انگلیسی: The Assassin Legends: Myths of the Ismaʻilis) کتابی است که توسط فرهاد دفتری نوشته شده و توسط انتشارات آی بی توریس منتشر شد.